# إلسا (ملكة الثلج)
إلسا ملكة آريندل (بالإنجليزية: Queen Elsa of Arendelle) هي شخصية خيالية تظهر في الفيلم الثالث والخمسون لاستديوهات والت ديزني للرسوم المتحركة ملكة الثلج (2013). يؤدي صوت الشخصية في النسخة الأصلية من الفيلم ممثلة برودواي الأمريكية إيدينا مينزيل. أدت إيفا بيلا الدور الصوتي لإلسا عندما كانت طفلة صغيرة في بداية الفيلم، أما الدور الصوتي لإلسا المراهقة فقامت بتأديته سبينسر لاسي جانوس.
أبتكر المخرج كريس بك شخصية إلسا، وتستند شخصيتها استناداً غير دقيق على عنوان الشخصية في قصة ملكة الثلج الخيالية الدنماركية للكاتب هانس كريستيان أندرسن. قدمت شخصية إلسا في فيلم ديزني على أنها أميرة لمملكة خيالية إسكندنافية تدعى آريندل، وهي وريثة العرش والشقيقة الكبرى للأميرة آنا (صوت كريستين بيل بالنسخة الإنجليزية الأصلية).
لاقت شخصية إلسا مراجعات نقدية إيجابية إلى حدٍ كبير حيث أثنى النقاد على الإنشاء المعقد للشخصية وحساسيتها. كما أثنى النقاد كثيراً على أداء إيدينا مينزيل الغنائي لشخصية إلسا بالنسخة الإنجليزية الأصلية ولا سيما في أدائها لأغنية «أطلقي سرك» (Let It Go).

## وصلات خارجية
- صفحة الشخصية الرسمية على موقع ديزني (بالإنجليزية)
- أغنية "ليت إت غو" ("أطلقي سركِ") من فيلم ديزني فروزين تأدية إيدينا منزل على يوتيوب